# داريل هاريس
داريل هاريس (بالإنجليزية: Darrell Harris)‏ مواليد 25 مايو 1984 في كليفلاند، هو لاعب كرة سلة أمريكي. بدأ مسيرته الاحترافية في سنة 2007. يلعب مع نادي كشالين لكرة السلة في الدوري البولندي لكرة السلة كلاعب وسط. يحمل الرقم 34. يبلغ طوله 6 قدم 8.75 بوصة (2.1 م).

## المسيرة الاحترافية
لعب مع باريرينسي لكرة السلة في موسم 2007–2008، ثم لعب مع كانارياس لكرة السلة في الدوري الإسباني في موسم 2008–2009، ثم لعب مع نادي كشالين لكرة السلة من سنة 2012 إلى 2014.

## روابط خارجية
- داريل هاريس على موقع كرة السلة الأوروبية.كوم (الإنجليزية)
- داريل هاريس على موقع كلية كرة السلة في سبورتس رفرنس.كوم (الإنجليزية)
- داريل هاريس على موقع ريلجم (الإنجليزية)
- داريل هاريس على موقع بروبوليرز (الإنجليزية)
- داريل هاريس على موقع سبورتس رفرنس (الإنجليزية)